# Johnny Leoni
Johnny Leoni, född 30 juni 1984 är en före detta fotbollsmålvakt från Schweiz som år 2014 började  spela för Le Mont.